# Георгій IV Лаша
Георгій IV Лаша, «Світлий» (груз. გიორგი IV ლაშა) (1191–1223) — цар Грузії з династії Багратіоні.

## Життєпис

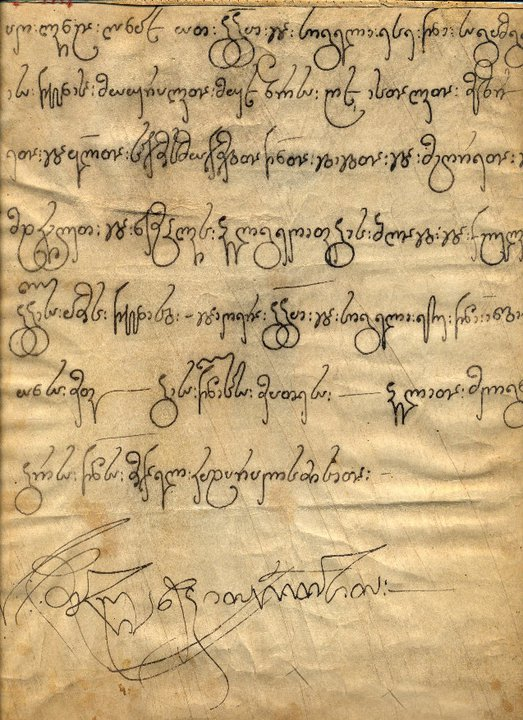
Грамота царя Георгія IV.

Син цариці Тамари й осетина Давида Сослана. Був проголошений співрегентом 1207 року. Продовжував політику цариці з посилення феодальної грузинської держави. Придушив повстання васальних мусульманських держав у 1210-их роках.
Хоча турки остаточно не склали зброї, не припинили боротьби, але об'єднаній Грузії більше не страшний був роздроблений турецький Схід. У таких умовах Георгій Лаша вів війни за приведення до покірності турецьких васалів. Щойно померла цариця Тамара і Георгій IV посів царський престол, як деякі з турецьких васалів зробили спробу вийти з покори і відмовилися платити данину царю Грузії. Першим збунтувався гандзійський атабаг. Цар скликав дарбаз і запропонував повернути до покірності повсталого васала.
Дарбаз схвалив наказ царя. Грузинське військо вдерлося в гандзійську землю. Атабаг замкнувся в Гандзі, але після тривалої облоги, бачачи безнадійність подальшого опору, запросив миру, зобов'язавшись беззаперечно коритися царю Грузії та, як і раніше, платити йому данину. Таким же чином Георгій Лаша примусив до покірності й інших зрадливих васалів: хлатського, арзрумського, нахічеванського. Війни між сюзереном і його васалами-данниками були в ті часи звичайним явищем, і в Грузії ніхто не вбачав у них особливої небезпеки. Навпаки, феодальна Грузія, окрилена військовими успіхами, стала вважати себе непереможною; при дворі Георгія Лаша зріла думка про похід в далеку Палестину для визволення Єрусалиму від «невірних».
У християнській Палестині та Єрусалимі ходили наполегливі чутки про те, що готується великий похід грузинських хрестоносців. Саме в цей час Георгій Лаша отримав листа із Західної Європи від папи Гонорія. Папа прохав царя взяти участь у хрестовому поході, який готувалися вчинити християнські государі Європи. Георгій Лаша висловив свою згоду і розпочав підготовку до хрестового походу на Єрусалим, але весь цей план несподівано був зірваний: на сході Грузії, у Центральній Азії та Ірані, відбулися події, які поглинули всі сили і увагу правлячих кіл Грузії, — до кордонів Грузії підступили монголи.
Наступ татаро-монголів на Грузію зробив участь у хрестовому поході неможливим. Монголи здобули перемогу над грузинським військом 1221 (битва при Сагімі). Під час битви царя було серйозно поранено. Георгій помер у віці 31 року. На престолі його заступила сестра — цариця Русудан.
Лаша був відомий як людина вільних поглядів, за що його критикувало оточення. Одружившись із простолюдинкою, був розкритикований православним духовенством, що змусило царя розлучитись. Залишив по собі незаконнонародженого сина, який став царем Давидом VII Улу.

## Георгій Лаша у мистецтві
Георгій Лаша є одним з головних героїв повістей Григола Абашидзе «Лашарела» й «Довга ніч». За версією Абашидзе, Лаша забрав дружину свого відданого охоронця, який врятував йому життя.

## Георгій Лаша у грузинському фольклорі
У пшавів вшановували Лаша-Георгія як напівязичницьке божество. У місцевому середовищі його образ, поєднаний з образом святого Георгія, набув специфічних рис. Його називали ще Лаша-Красивий, хоча, за легендами, він був однооким, оскільки позбувся правого ока в одній зі своїх численних пригод. До пригод же його спонукала «велика любов» до жінок. У традиційному пантеоні пшавів Георгій посідав місце «бога свободи відносин статей» і покровителя цацлоби — звичаю довірливих, інтимних стосунків хлопця і дівчини на досвітках. Шанувався він і сусідніми народами — хевсурами, мтіулами, жителями Арагвської долини, котрі щорічно приходили в місцеву громаду на свято Лашароба. Відносини статей на цьому святі вирізнялися граничною свободою. У цацлоба вбачають відгомін теми амазонок, посилаючись при цьому на слова старовинної пісні: «…Багато наших красунь помчить на сірих конях на свято Лаша». Сучасні дослідники на підставі аналізу різноманітних матеріалів вбачають у місцевому святилищі Лашаріс-джварі «співпричастя і розчленування чоловічого і жіночого начал». Зазначене, втім, не заважало Лаша-Георгію виступати і в ролі покровителя і ватажка місцевих військ.
У Пшаві молода горянка клялася іменами царських матері та сина, коли ставала предметом розбрату двох пошукачів її руки, внаслідок чого змушена бувала давати обітницю безшлюбности. «Клянуся всіма святими, хрестом Лашарія і Тамарою Пірімзе (Сонцеликою), що зважилася назавжди відмовитися від заміжжя». Пшавське святилище Тамари розташовувалося поряд і дещо нижче Лашаріс джварі.